# Préfecture de Hotan
La préfecture de Hotan (和田地区 ; pinyin : Hétián Dìqū ; ouïghour : خوتەن ۋىلايىت / Hoten Vilayiti) est une subdivision administrative du sud-ouest de la région autonome du Xinjiang en Chine.

## Climat
Le climat est de type continental sec. Les températures moyennes pour la ville de Hotan vont d'environ −3 °C pour le mois le plus froid à +27 °C pour le mois le plus chaud, avec une moyenne annuelle de 12,9 °C, et la pluviométrie y est de 33 mm.

## Démographie
En 2000, la population était constituée d'environ 90 % de Ouïghours et 9 % de Hans.
La population de la préfecture était estimée à 1 681 500 habitants en 2000 et à 1 740 000 habitants en 2004, et celle de la ville de Hotan à 116 728 habitants en 2007.

## Subdivisions administratives
La préfecture de Hotan exerce sa juridiction sur huit subdivisions - une ville-district et sept xian :
- la ville de Hotan - 和田市 Hétián Shì ;
- le xian de Hotan - 和田县 Hétián Xiàn ;
- le xian de Karakash - 墨玉县 Mòyù Xiàn ;
- le xian de Pishan - 皮山县 Píshān Xiàn ;
- le xian de Lop - 洛浦县 Luòpǔ Xiàn ;
- le xian de Chira - 策勒县 Cèlè Xiàn ;
- le xian de Keriya - 于田县 Yútián Xiàn ;
- le xian de Minfeng - 民丰县 Mínfēng Xiàn.